# Badminton World Cup 1996
Der Badminton World Cup 1996 fand vom 11. bis zum 15. Dezember 1996 im Istora Senayan in Jakarta, Indonesien, statt.

## Sieger und Platzierte
| Disziplin    | Gold                                    | Silber                        | Bronze                        |
| ------------ | --------------------------------------- | ----------------------------- | ----------------------------- |
| Herreneinzel | Dong Jiong                              | Jeffer Rosobin                | Darren Hall                   |
| Herreneinzel | Dong Jiong                              | Jeffer Rosobin                | Park Sung-woo                 |
| Dameneinzel  | Susi Susanti                            | Wang Chen                     | Mia Audina                    |
| Dameneinzel  | Susi Susanti                            | Wang Chen                     | Ye Zhaoying                   |
| Herrendoppel | Denny Kantono S. Antonius Budi Ariantho | Sigit Budiarto Rexy Mainaky   | Cheah Soon Kit Yap Kim Hock   |
| Herrendoppel | Denny Kantono S. Antonius Budi Ariantho | Sigit Budiarto Rexy Mainaky   | Andrei Antropow Nikolai Sujew |
| Damendoppel  | Ge Fei Gu Jun                           | Qin Yiyuan Tang Yongshu       | Kim Mee-hyang Kim Shin-young  |
| Damendoppel  | Ge Fei Gu Jun                           | Qin Yiyuan Tang Yongshu       | Eliza Nathanael Zelin Resiana |
| Mixed        | Sandiarto Minarti Timur                 | Flandy Limpele Rosalina Riseu | Michael Søgaard Rikke Olsen   |
| Mixed        | Sandiarto Minarti Timur                 | Flandy Limpele Rosalina Riseu | Chen Xingdong Peng Xinyong    |

## Finalergebnisse
| Disziplin    | Sieger                                  | Finalist                      | Ergebnis    |
| ------------ | --------------------------------------- | ----------------------------- | ----------- |
| Herreneinzel | Dong Jiong                              | Jeffer Rosobin                | 15-5, 15-8  |
| Dameneinzel  | Susi Susanti                            | Wang Chen                     | 11-7, 11-4  |
| Herrendoppel | Denny Kantono S. Antonius Budi Ariantho | Sigit Budiarto Rexy Mainaky   | 15-8, 15-2  |
| Damendoppel  | Ge Fei Gu Jun                           | Qin Yiyuan Tang Yongshu       | 15-6, 15-12 |
| Mixed        | Sandiarto Minarti Timur                 | Flandy Limpele Rosalina Riseu | 17-14, 15-7 |